# たこまんま

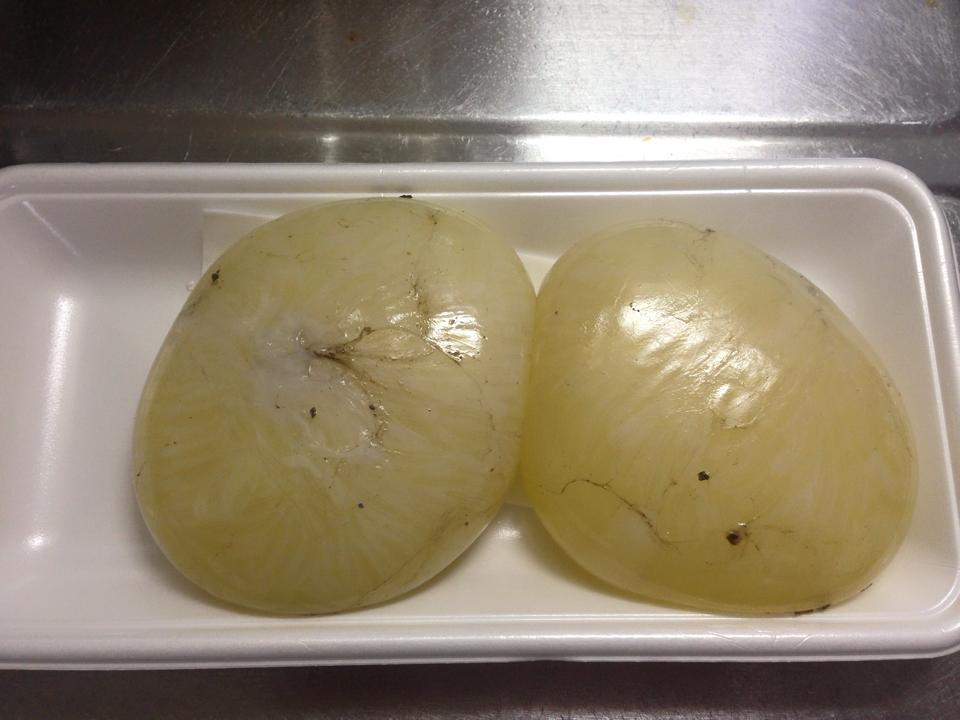
北海道の食料品店で売られているたこまんま

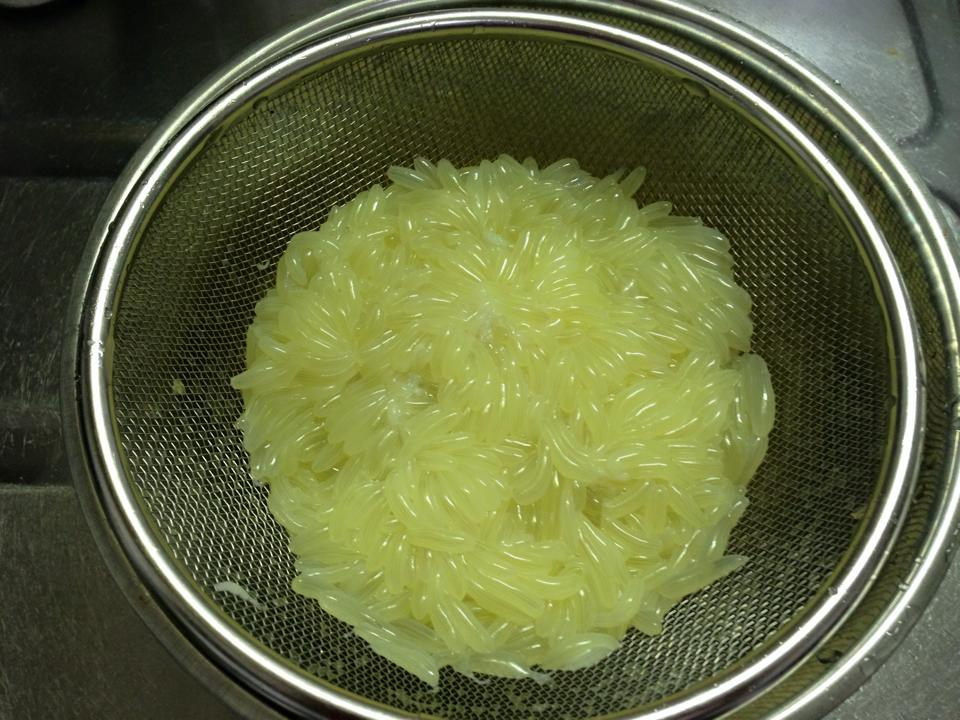
ほぐされた状態のたこまんま

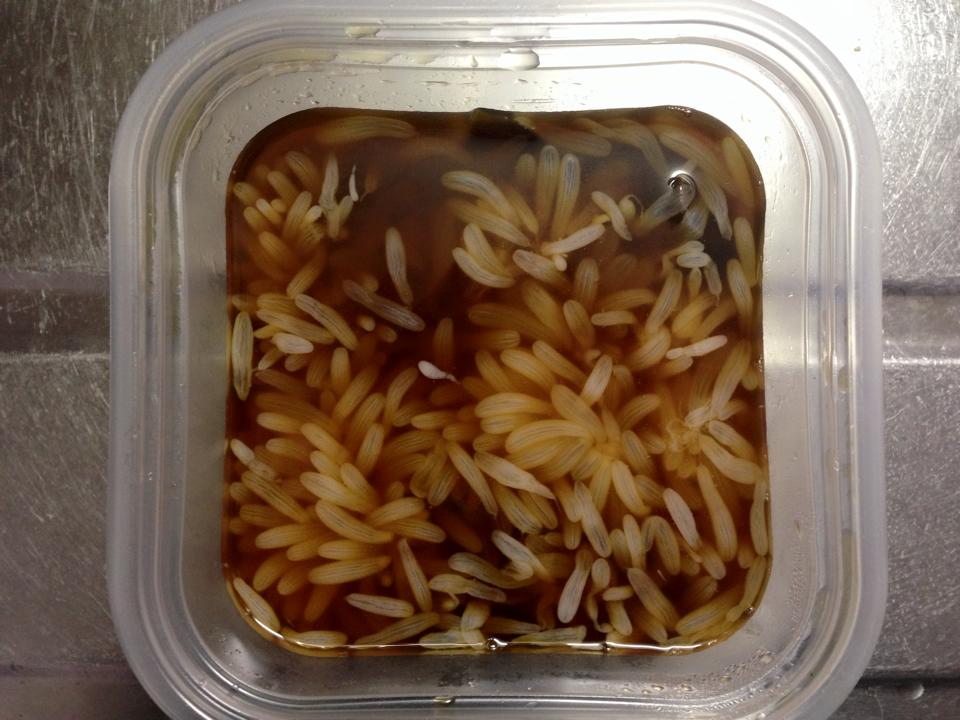
たこまんまのしょうゆ漬け

たこまんまとは、北方系のタコであるヤナギダコの卵巣を食品として呼ぶときの北海道太平洋沿岸地域における呼称。マダコの卵である海藤花に相当するが、小卵型のタコで幼生が長期間プランクトン生活を送るマダコと違い、ヤナギダコはイイダコと同様の底生生活の幼体が直達発生する大卵型のタコであるためにずっと大粒の卵である。
ヤナギダコの卵は長径5mm、短径3mm程度と、マダコの卵の2倍以上の大きさの回転楕円体型で、色は白色がかっている。生のままだと透き通っているが、茹でると炊いた米状（まんま、まま）になるためこう呼ばれる。
イクラと同様に酒と醤油に一日ほど漬け込んで食べるのが一般的。美味であり、値段はイクラよりもはるかに安いが、見た目で敬遠する人もいる。カマボコ、塩辛、澄まし汁などに加工することもできる。